# Rançongiciel

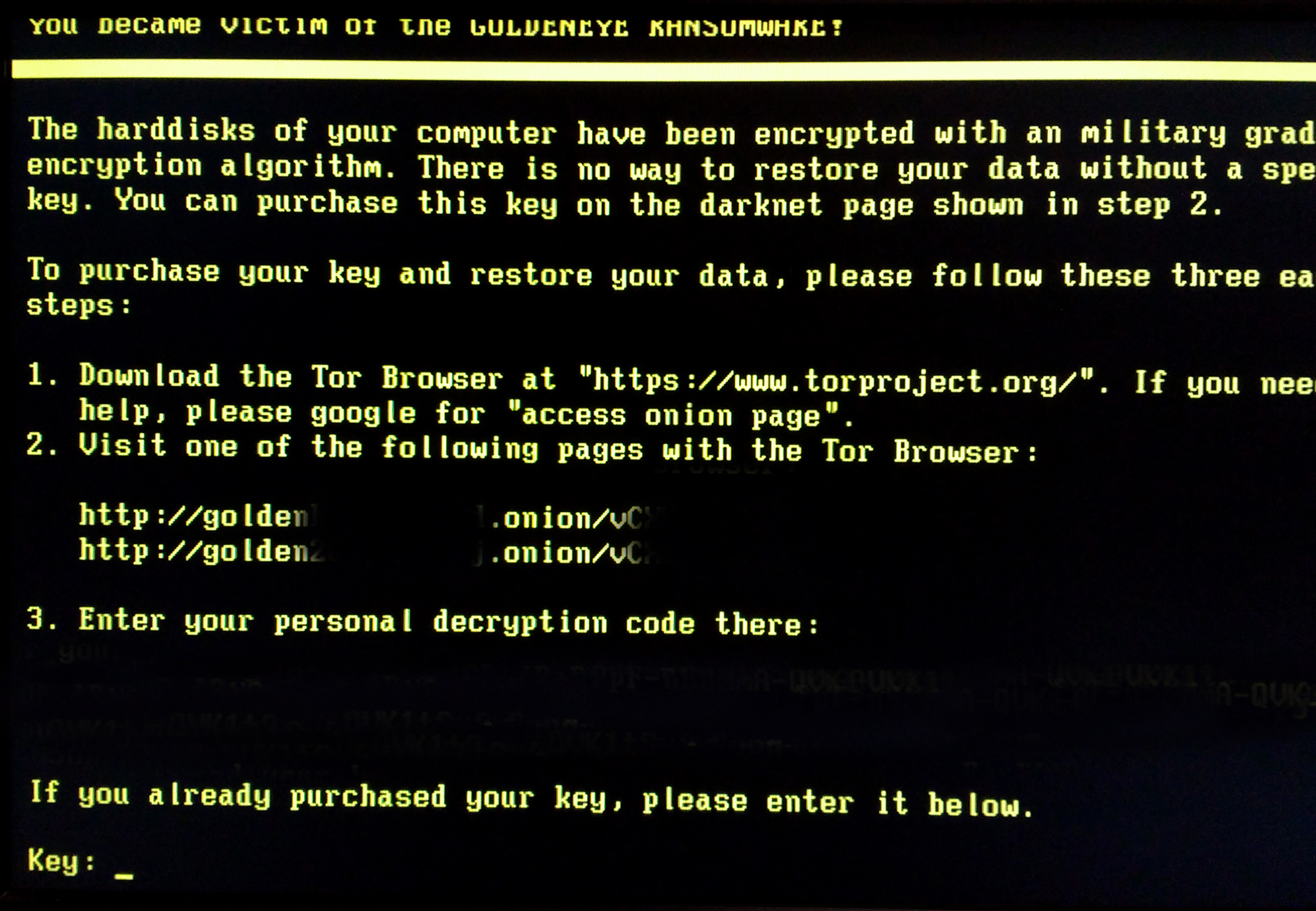
Exemple de rançongiciel : Goldeneye Ransomware

Un rançongiciel, (de l'anglais ransomware [ˈɹænsəmwɛɚ]), logiciel rançonneur,, logiciel de rançon, ou logiciel d'extorsion,, est un logiciel malveillant qui prend en otage des données personnelles. Pour ce faire, un rançongiciel chiffre des données personnelles puis demande à leur propriétaire d'envoyer de l'argent en échange de la clé qui permettra de les déchiffrer.
Un rançongiciel peut aussi bloquer l'accès de tout utilisateur à une machine jusqu'à ce qu'une clé ou un outil de débridage soit envoyé à la victime en échange d'une somme d'argent. Les modèles modernes de rançongiciels sont apparus en Russie initialement, mais on constate que le nombre d'attaques de ce type a grandement augmenté dans d'autres pays, entre autres l'Australie, l'Allemagne, les États-Unis.
En novembre 2012, « McAfee, l’éditeur de logiciels de sécurité, rapporte avoir enregistré 120 000 nouveaux échantillons de ce genre de virus au deuxième trimestre 2012, soit quatre fois plus qu’à la même période l’année d'avant. ».
Les rançongiciels ont enregistré une augmentation de 36 % entre 2016 et 2017. Au premier semestre 2017, l'entreprise Symantec, spécialisée dans les antivirus, annonce avoir bloqué près de 320 000 rançongiciels, un chiffre en augmentation notamment dû aux différentes attaques de type WannaCry.

## Mode opératoire
Un rançongiciel se propage généralement de la même manière qu'un cheval de Troie (Trojan horse en anglais) : il s'insinue dans le système par exemple par le biais  d'un Web Exploit ou d'une campagne de courriels malveillants. Il exécute ensuite une charge active (payload), par exemple un exécutable qui va chiffrer les fichiers de l'utilisateur sur son disque dur,,,. Des rançongiciels plus sophistiqués utilisent des algorithmes de cryptographie hybride sur les données de la victime, avec une clé symétrique aléatoire et une clé publique fixe. Ainsi, l'auteur du logiciel malveillant est le seul qui connaisse la clé privée qui permette de déchiffrer les documents.
Certains rançongiciels n'utilisent pas de chiffrement. Dans ce cas, la payload est une simple application qui va restreindre toute interaction avec le système, couramment en changeant le shell par défaut (explorer.exe) dans la base de registre Windows, ou même changer le Master Boot Record (MBR), pour empêcher le système d'exploitation de démarrer tant qu'il n'a pas été réparé.
La payload des rançongiciels, plus particulièrement ceux qui n'utilisent pas de technique de chiffrement de fichiers, se sert de tactiques dites scarewares pour forcer l'utilisateur à payer pour le rétablissement de ses données. La charge active peut, par exemple, afficher une alerte à l'utilisateur, faussement issue d'une agence gouvernementale qui avertit l'utilisateur que son système a été pris à partie par un pirate informatique, qui aurait effectué des actions illégales ou bien aurait stocké des contenus illégaux comme des contenus pornographiques ou des logiciels piratés,. Certains rançongiciels imitent l'apparence de Windows Product Activation, en indiquant que la version de leur logiciel est illégale ou requiert une ré-activation.
Dans tous les cas, un rançongiciel va tenter d'extorquer de l'argent à l'utilisateur, en lui faisant acheter soit un programme pour déchiffrer ses fichiers, soit un simple code qui retire tous les verrous appliqués à ses documents bloqués. Les paiements sont le plus souvent effectués sous la forme de virement bancaire, de SMS surtaxés, d'achats de monnaie virtuelle comme le bitcoin ou encore l'acquittement préalable d'une somme donnée effectuée par le biais de sites de paiement en ligne comme Paysafecard ou Paypal,,.
Après avoir connu une hausse continue, la moyenne des rançons exigées se stabilise, en 2017, aux alentours des 550 dollars.

## Histoire

### Impact  des rançongiciels en France
Les attaques par rançongiciel deviennent de plus en plus lucratives ; en 2023, 40% des structures attaquées payent les hackers pour une rançon médiane de 200.000 $. En France l'ANSSI considère que le groupe de hackers le plus actif est LockBit.
|             | En 2019 | En 2020 | En 2021 | En 2022 | En 2023 |
| ----------- | ------- | ------- | ------- | ------- | ------- |
| Nb enquêtes | 17      | 263     | 496     | 420     | 512     |

### Logiciel de rançon à chiffrement ou crypto-rançongiciel
Le premier rançongiciel référencé est apparu en 1989 : PC Cyborg Trojan (en), codé par Joseph Popp, possédait une payload qui avertissait l'utilisateur qu'une certaine licence d'un certain logiciel aurait expiré, en chiffrant des fichiers sur le disque dur, et en demandant à l'utilisateur de payer 189 $ à la société « PC Cyborg Corporation » pour déverrouiller le système. Les chercheurs ont toutefois découvert que le chiffrement était réalisé symétriquement, ce qui signifie que la clé de chiffrement et de déchiffrement est la même. Et pour que le logiciel soit capable de chiffrer le contenu du disque dur, il faut dès lors qu’il transporte la clé sur lui. Un travail de rétro-ingénierie permet ainsi de retrouver et l’algorithme utilisé, et la clé. Popp a été déclaré psychologiquement irresponsable de ses actes, mais il a promis de donner les profits de ce logiciel malveillant à la recherche contre le SIDA. L'idée d'introduire de la cryptographie asymétrique pour ce genre d'attaques a été émise par Adam L. Young et Moti Yung en 1996, qui a présenté une preuve de concept pour un virus cryptographique conçu contre les systèmes Macintosh SE/30, en utilisant les algorithmes RSA ou TEA. Young et Yung ont qualifié ce type d'attaques de « cryptovirus d'extorsion », une attaque non-dissimulée faisant partie de la plus grande famille de la cryptovirologie (en), qui inclut des attaques à la fois ouvertes et dissimulées.
D'autres occurrences de rançongiciels sont apparus en mai 2005 . En juin 2006, des rançongiciels comme GPcode (en), TROJ.RANSOM.A, Archiveus (en), Krotten (fi), Cryzip ou MayArchive ont commencé à utiliser des schémas de chiffrement RSA plus sophistiqués, notamment en augmentant la taille des clés de chiffrement. GPcode.AG, détecté en juin 2006, utilisait un schéma de chiffrement RSA à 660 bits. En juin 2008, une nouvelle variante de cette souche virale connue sous le nom de GPcode.AK a été découverte. Elle utilisait une clé RSA à 1 024 bits, qui était considérée comme suffisamment grande pour être incassable sans utiliser une puissance de calcul considérable, concertée et distribuée,,,.
Le rançongiciel introduit aussi des fichiers texte, html ou au format image contenant les instructions de paiement. Très souvent, la tentative de paiement se fait à travers des sites web hébergés sur le réseau TOR.
En mars 2016 sévit KeRanger, le premier rançongiciel visant les systèmes MacOSX. Ce dernier était proposé à l'installation à travers un faux popup de mise à jour du logiciel Transmission. Le certificat du développeur a été révoqué pour limiter la contagion.

#### CryptoLocker
C'est un logiciel qui tourne sous Windows et Android. Ce type de rançongiciel se diffuse principalement via des courriels infectés, déguisés en factures UPS, FedEx ou de banques américaines. Une fois activé, il chiffre les données personnelles de l'utilisateur via une clé RSA secrète – stockée sur des serveurs pirates – et demande une rançon (payable en bitcoins ou par des services externes comme GreenDot ou MoneyPack) pour les rendre à nouveau accessibles. Le message d'alerte s'accompagne d'un compte à rebours de 72 ou 100 heures qui menace de supprimer les données si la rançon n'est pas payée. Une fois arrivé à zéro, il augmente en réalité fortement le montant de cette dernière.

### Logiciel de rançon sans chiffrement
En août 2010, les autorités russes ont arrêté dix pirates qui étaient reliés à WinLock, un rançongiciel qui affichait des images à caractère pornographique en demandant aux victimes d'envoyer un SMS surtaxé (d'environ 8 euros de surtaxe) pour recevoir un code permettant de déverrouiller leurs machines. Un grand nombre d'utilisateurs de Russie et de pays voisins a été affecté par ce virus, le montant du butin étant estimé à plus de 14 millions d'euros. Contrairement à ses prédécesseurs du type GPCode, WinLock n'utilisait pas de chiffrement mais seulement un programme plus simple demandant un code d'activation,.
En 2011, un rançongiciel imitant la notification du Windows Product Activation ; qui informait l'utilisateur que son système d'exploitation Windows devait-être réactivé, car il aurait été piraté (victim of fraud). Une activation en ligne était proposée (comme la vraie procédure d'authentification), mais elle était indisponible. La victime devait alors appeler l'un des six numéros internationaux pour avoir un code à six chiffres. Le logiciel malveillant indiquait, à tort, que l'appel était gratuit. En réalité, il était routé via un opérateur pirate vers un pays avec un fort surcoût, qui  mettait l'utilisateur en attente. Cela engendrait des coûts de communication très élevés.

#### Reveton
En 2012, un nouveau rançongiciel important est apparu : il est connu sous le nom de « Reveton », ou encore « the Police Trojan ». Ce dernier se propageait par des publicités malicieuses (malvertising) qui visent à charger un Web Exploit sur l'ordinateur, sa charge active affiche un faux avertissement d'une autorité gouvernementale, signalant que l'ordinateur infecté serait utilisé à des fins illégales, comme du téléchargement de logiciels crackés. Un pop-up informe l'utilisateur que pour déverrouiller son système, il doit acheter un coupon via un service de pré-paiement comme Ukash (en) ou Paysafecard. Pour accroitre l'illusion que l'ordinateur est surveillé par la police, le logiciel affiche aussi l'adresse IP de la machine, voire un aperçu de la webcam pour faire croire à la victime que la police enregistre son visage en temps réel,.
D'autres variantes, plus spécifiques à la Grande-Bretagne, se revendiquaient d'émaner de la Metropolitan Police Service, de la SPRD (Société de Perception et de Répartition des Droits) PRS for Music (en) (qui accusait plus spécifiquement l'utilisateur de télécharger illégalement des musiques), ou de la division nationale de police pour la Cybercriminalité (Police National E-Crime Unit (en)),. En réponse à cette diffusion du virus, le Metropolitan Police Service a clairement expliqué qu'il ne bloquait jamais un ordinateur pour mener une enquête,.
Reveton s'est répandu en Europe au début de l'année 2012. En mai 2012, la division de détection de menaces de Trend Micro avait découvert des variantes du logiciel malveillant à destination des États-Unis et du Canada, ce qui laissait à penser que ses auteurs cherchaient à cibler des utilisateurs d'Amérique du Nord. En août 2012, une nouvelle variante de Reveton est finalement apparue aux États-Unis, demandant une rançon de 200 dollars au FBI avec une carte de type MoneyPak (en).
Par la suite, Reveton est aussi devenu un rançongiciel s'attaquant au navigateur web « BrowLock » (pour « Browser Locker »), le rançongiciel bloque la fermeture de la page par des popups incessantes. Cette nouvelle variante permet de toucher tous les systèmes d'exploitation. L'abandon de la diffusion de la version Trojan, pour la version Browlock coïncide avec l'arrêt du Web ExploitKit BlackHole. Enfin en 2015, Reveton s'est aussi attaqué aux téléphones et tablettes Android à travers la variante Koler.

#### Winwebsec
Winwebsec est une catégorie de logiciels malveillants s'exécutant sur des plateformes Windows et produisant des pop-ups, en se revendiquant être un vrai logiciel antivirus. Leurs pop-ups proposent à l'utilisateur un scan de son système à la recherche de logiciels malveillants, puis affiche de faux résultats tels que « 32 Virus and Trojans Detected on your computer. Click on Fix Now button to clean these threats » (« 32 virus et chevaux de Troie ont été détectés sur votre ordinateur. Cliquez sur « Corriger maintenant » pour éliminer ces menaces »). Ensuite, un message est affiché pour demander à l'utilisateur de payer pour activer le logiciel, afin d'éliminer les hypothétiques menaces.

## Moyens de lutte
Le système de chiffrement d'un crypto-verrouilleur vise certaines extensions de fichiers, notamment celles des fichiers Microsoft Office, Open Document, AutoCAD, mais aussi les images. Il s'attaque aux disques durs, aux disques partagés sur les réseaux, aux clés USB, et parfois aux fichiers synchronisés dans le cloud.
Les moyens de lutte préconisés contre un crypto-verrouilleur sont les suivants : 
- déconnecter les appareils infectés des réseaux partagés, avec ou sans fil ;
- changer ses mots de passe après avoir nettoyé le réseau ;
- faire des sauvegardes régulières de ses données, et les stocker hors ligne ;
- consulter un expert en sécurité informatique pour connaître la marche à suivre.

Les sociétés FireEye et Fox-IT, spécialisées dans la sécurité informatique, ont mis en ligne un service qui permet gratuitement aux victimes d'un crypto-verrouilleur de déchiffrer leurs fichiers. Ce service a cessé de fonctionner à la suite du détournement qui en a été fait. En effet, de nombreux pirates imitaient cet outil à des fins frauduleuses. Les victimes de ce rançongiciel peuvent essayer de récupérer leurs fichiers avec d'autres solutions comme les sauvegardes instantanées de Windows si ces dernières ne sont pas effacées par le crypto-verrouilleur.
Afin de combattre les entreprises cybercriminelles exploitant des rançongiciels, les agences de police et les sociétés spécialisées en sécurité informatique se sont associées. Ainsi, la plateforme No More Ransom est une initiative de la police néerlandaise, d’Europol et des entreprises de cybersécurité Kaspersky Lab et McAfee, visant à aider les victimes à retrouver leurs données chiffrées sans avoir à verser de l'argent aux criminels.
En France le Service statistique ministériel de la sécurité intérieure (SSMSI) publie une analyse et des  statistiques relatives aux  attaques par rançongiciel envers les entreprises et les institutions..
Les États-Unis ont mis sur pieds une International Counter Ransomware Initiative (Initiative internationale contre les rançongiciels) dans l'objectif de lutter contre la propagation des rançongiciels par le biais de la coopération internationale. L'initiative rassemble 40 pays qui décident de ne plus payer de rançon dans le cas d'une attaque par rançongiciel. Parmi les mesures figure aussi le partage des informations, notamment sur les adresses des portefeuilles numériques des groupes de hackers.

## Moyens de prévention
Les moyens de préventions sont à la fois logiciels et humains. Il est vivement recommandé de se servir d'outils de sécurité adaptés, notamment des solutions destinées à la protection des courriels et de la navigation sur Internet. Ces outils scrutent attentivement les pièces jointes des courriels ainsi que les sites web que vous visitez. C'est essentiel parce que les créateurs de ransomwares ciblent fréquemment ces vecteurs pour s'attaquer aux utilisateurs. Dans la plupart des cas, les antivirus sont équipés des meilleurs dispositifs pour accomplir cette mission.

### Dispositifs efficaces proposés par les antivirus
Détection des signatures : Les antivirus disposent d'une base de données de signatures de logiciels malveillants. Ils comparent les fichiers présents sur votre ordinateur avec ces signatures pour détecter les ransomwares connus. Si un fichier correspond à une signature déjà répertoriée, l'antivirus le mettra en quarantaine ou le supprimera pour empêcher l'infection.
Analyse heuristique : En complément de la détection basée sur les signatures, les antivirus utilisent des méthodes d'analyse heuristique pour identifier des comportements suspects. Par exemple, si un fichier commence brusquement à chiffrer de nombreux fichiers à une vitesse inhabituelle, l'antivirus peut le repérer comme un potentiel ransomware et prendre les mesures nécessaires pour l'arrêter.
Protection en temps réel : Les antivirus assurent une protection en temps réel, ce qui signifie qu'ils surveillent constamment les activités de votre ordinateur. Si un ransomware tente d'attaquer votre système, l'antivirus peut le bloquer instantanément, prévenant ainsi tout dommage potentiel.
Mises à jour régulières : Les fournisseurs d'antivirus mettent régulièrement à jour leurs logiciels pour y intégrer de nouvelles définitions de ransomwares et d'autres menaces. Il est primordial de maintenir votre antivirus à jour afin qu'il puisse détecter les dernières variantes de ransomware.
Protection proactive : Certains antivirus proposent des fonctionnalités de protection proactive, telles que la surveillance du comportement des applications. Ils peuvent repérer des activités suspectes, comme la modification soudaine de nombreux fichiers, même si le ransomware est encore inconnu.
Isolation des menaces : Certains antivirus ont la capacité d'isoler les fichiers et les programmes suspects dans un environnement sécurisé, les empêchant ainsi de contaminer d'autres parties de votre système. Cette mesure permet de contenir les ransomwares et d'éviter leur propagation.
Sandbox : De plus, les antivirus offrent la fonctionnalité de la sandbox, ce qui signifie qu'ils peuvent exécuter et analyser tout fichier qui est nouveau ou non reconnu dans un environnement sécurisé et isolé. Cette approche renforce la protection contre les menaces potentielles.

### La Mise à Jour des Programmes et Logiciels
Maintenir à jour les systèmes d'exploitation et les logiciels est un élément crucial dans la préservation de la sécurité informatique. Cette pratique devient d'autant plus essentielle dans le contexte de la prévention des logiciels malveillants, y compris les ransomwares, qui exploitent fréquemment les vulnérabilités de sécurité. La mise à jour régulière des programmes vise à réduire considérablement ce risque.
Il est important de noter que la mise à jour ne se limite pas exclusivement aux logiciels de base. Les outils de sécurité tels que les antivirus, les pare-feu, et d'autres programmes anti-malwares doivent également faire l'objet d'une mise à jour régulière. Le non-respect de cette pratique peut laisser le système informatique vulnérable aux attaques.

### Se méfier des mails
Une autre mesure de précaution fondamentale consiste à être extrêmement vigilant lors de l'ouverture de pièces jointes dans les e-mails, en s'assurant préalablement de leur sécurité.
Il est impératif de ne pas se laisser duper par de simples logos ou des adresses e-mail qui semblent familières. Les pirates peuvent parfois avoir accès à certaines de vos informations sensibles, telles que les noms de proches, d'amis, de clients ou de fournisseurs, et ils utilisent ces données pour créer des adresses e-mail qui semblent provenir de sources de confiance.
Il est primordial de maintenir une vigilance constante, car certains messages peuvent être particulièrement bien élaborés et paraître authentiques. Apprendre à repérer les e-mails piégés ou d'autres tentatives de vol de données est une compétence précieuse, et des ressources comme celles fournies par l'Agence nationale de la sécurité des systèmes d'information (ANSSI) peuvent aider dans cette démarche.
En cas de doute, il est fortement recommandé de contacter l'expéditeur par un autre moyen de communication pour vérifier l'authenticité du message et de la pièce jointe.
De plus, il est crucial de ne pas ouvrir de fichiers en pièce jointe ayant des extensions inhabituelles ou suspectes, telles que .pif, .com, .bat, .exe, .vbs, .lnk, etc. Certains types de fichiers, comme les extensions .scr ou .cab, sont couramment associés à des campagnes de ransomware et sont utilisés pour infecter les ordinateurs, qu'il s'agisse de particuliers, de petites entreprises ou de municipalités.
En somme, la mise à jour régulière des programmes et logiciels, ainsi qu'une vigilance accrue lors de l'ouverture de pièces jointes, constituent des mesures essentielles dans la prévention des ransomwares et dans la préservation de la sécurité informatique.